# Igor Strzałek
Igor Strzałek, né le 19 janvier 2004 à Siedlce en Pologne, est un footballeur polonais qui évolue au poste de milieu central au Bruk-Bet Termalica.

## Biographie

### Carrière en club
Né à Siedlce en Pologne, Igor Strzałek commence le football au Naprzód Skórzec, puis il est formé au Pogoń Siedlce avant de rejoindre le Legia Varsovie, où il poursuit sa formation. Il joue son premier match en professionnel le 21 mai 2022, lors de la dernière journée de la saison 2021-2022 d'Ekstraklasa, la première division polonaise, face au KS Cracovie. Il entre en jeu et son équipe l'emporte par trois buts à zéro.
Strzałek marque son premier but en professionnel le 4 avril 2023, à l'occasion des demi-finales de la coupe de Pologne face au KKS 1925 Kalisz (en). Titularisé, il se fait remarquer en inscrivant le seule but de la rencontre, permettant ainsi aux siens de s'imposer, et de se qualifier pour la finale,.
Le 16 janvier 2024 Igor Strzałek rejoint le Stal Mielec sous la forme d'un prêt jusqu'à la fin de la saison.
Le 21 août 2024, Igor Strzałek est de nouveau prêté par le Legia, cette fois-ci au Bruk-Bet Termalica pour une saison.
Il joue son premier match pour le Bruk-Bet Termalica le jour-même de sa signature seulement quelques heures après, face au Wisła Płock, en championnat. Il entre en jeu et se distingue en délivrant une passe décisive pour Kacper Karasek, participant ainsi à la victoire de son équipe par quatre buts à deux,.

### En sélection
Igor Strzałek représente l'équipe de Pologne des moins de 19 ans. Au total il joue sept matchs et marque deux buts avec cette sélection.